# Grå substans
Grå substans (latin substantia grisea) er en betegnelse for væv i centralnervesystemet, som det ses med det blotte øje.
Laver man et snit i hjernen vil man se områder med henholdsvis gråt og hvidt nervevæv.
Det hvide væv kaldes tilsvarende hvid substans (substantia alba).
Den hvide farve skyldes at der er overvægt af aksoner med myelinskeder; områder med overvejende cellekroppe er grå.
Hjernebarken og basalganglier er grå substans.